# Carlos Rusconi
Carlos Rusconi (Buenos Aires, 2 de noviembre de 1898; Mendoza, 22 de febrero de 1969) fue un prestigioso naturalista, arqueólogo, antropólogo, paleontólogo y geólogo argentino, discípulo de Carlos Ameghino y Lucas Kraglievich.

## Vida y obra
Carlos Rusconi nació el 2 de noviembre de 1898 en el seno de una familia de origen humilde y padres italianos.
Su inclinación inicial fue por el arte: a los cinco años se despertó en él la vocación por el dibujo y la pintura. En 1917, estudió en la academia del profesor Manzo. Dos años después, intentó inscribirse en la Academia de Bellas Artes de Buenos Aires, pero no fue aceptado, por no haber concluido la escuela primaria.
En esa misma época, adquirió en una librería de libros usados “La antigüedad del hombre en el Plata”, de Florentino Ameghino, lo que despertó su vocación por las ciencias naturales y, en especial, por la paleontología.
Sus primeras indagaciones como paleontólogo las realizó antes de cumplir 20 años, escudriñando - entre 1918 y 1921 - las riberas del Río de la Plata; en especial, los toscales ubicados en las estaciones de Olivos y Anchorena, tal como lo habían hecho quienes le precedieron, renombrados especialistas del siglo XIX.
Fue autodidacta - apenas llegó a tercer grado de la escuela primaria -; no obstante, aprendió por cuenta propia inglés, francés, italiano y portugués, para acceder a trabajos científicos. Esta vocación le permitió adquirir conocimientos que le valieron su adscripción ad-honorem a la sección Paleontología del Museo Nacional de Buenos Aires (actual Museo Argentino de Ciencias Naturales Bernardino Rivadavia), desde 1919 a 1930. Allí, conoció a quienes fueron sus maestros: Carlos Ameghino y Lucas Kraglievich.
En 1922, realizó excursiones a las grandes excavaciones que se estaban realizando en el Puerto Nuevo (Buenos Aires), sobre el Río de la Plata. En ese mismo año, escudriñó las excavaciones que se realizaban en grandes obras públicas. Producto de sus observaciones, fue la publicación, en 1937, de su contribución al conocimiento de la geología de la Ciudad de Buenos Aires y sus alrededores - con especial referencia a su fauna - con el auspicio de la Academia Nacional de Ciencias de Córdoba.
En 1923, efectuó observaciones geológicas en las barrancas del Río de La Plata, frente al departamento de Colonia (Uruguay).
En 1930, la Academia Nacional de Ciencias Exactas, Físicas y Naturales de Buenos Aires, le otorgó una mención de honor en el premio "Eduardo L. Holmberg", por su trabajo "Las especies fósiles argentinas de pecaríes (Tayassuidae) y sus relaciones con las de Brasil y Norteamérica", publicado en los Anales del Museo Nacional de Historia Natural.
A partir del 18 de septiembre de 1934, publicó - con su exclusivo esfuerzo personal - un boletín, del cual se editaron 32 números.
El 15 de julio de 1935, vio la luz en Buenos Aires la Revista Argentina de Paleontología y Antropología (Ameghinia), dirigida por Carlos Rusconi, en colaboración con Ernesto Andía, la que llegó hasta el número seis, por razones económicas. Era una revista de orden especializado, relacionada con todo lo que se refiere a la biología de los vertebrados.
Asumió, en 1936, el cargo de Jefe de la Sección Mastozoología del Jardín Zoológico de Buenos Aires. Para entonces, Rusconi ya contaba con una frondosa producción de campo, iniciada en 1917.
En 1937, el gobierno de la provincia de Mendoza lo designó, a partir del 13 de enero de ese año, Director del Museo de Ciencias Naturales y Antropológicas ¨"Juan Cornelio Moyano", cargo que ejerció durante más de treinta y un años, hasta su renuncia, el 19 de julio de 1968.
En ese mismo año, Rusconi donó al Museo de Mendoza su colección particular, reunida durante las excursiones realizadas en Buenos Aires. Estaba constituida por unas 150 piezas, consistentes en restos fósiles de mamíferos y vegetales, ejemplares marinos, restos arqueológicos y diversas publicaciones, todas de su autoría.
En el mes de marzo, de 1937, realizó los primeros viajes por el valle de Uspallata, para investigar los yacimientos arqueológicos y antropológicos que allí existían; como también estudiar la vieja Ciudadela de Ranchillos.
A partir de entonces, efectuaron con el profesor Manuel Tellechea numerosas excursiones a Paramillos de Uspallata, donde colectaron gran cantidad de fósiles del Triásico (invertebrados, vertebrados y vegetales), que sirvieron de base posteriormente para importantes publicaciones sobre la zona.
Entre 1937 y 1939, Rusconi también describió en esa área la secuencia geológica y los troncos petrificados del denominado “Yacimiento o bosque de Darwin”, y llevó un ejemplar al Museo de Ciencias Naturales y Antropológicas "Juan Cornelio Moyano", de la ciudad de Mendoza, que aún se conserva en su colección.
El 1 de junio de 1938, Carlos Rusconi y el profesor Tellechea, emprendieron viaje hacia la localidad de Los Molles (Malargüe), constatando que los restos fósiles hallados en esa zona correspondían a un ejemplar de Ictiosaurio. Finalmente, luego de una ardua tarea, se logró rescatar el 60% del esqueleto de este espécimen, denominado Ancanamunia mendozana Rusc., al que se le adicionó el 40% faltante con vértebras y costillas recreadas en yeso. Este ejemplar, una vez terminado, alcanzó una longitud total de 7 metros. Es considerada una de las piezas más importantes y valiosas del museo, por ser el primer Ictiosaurio y el más completo hallado hasta el momento en Mendoza.
A partir de 1939, fue profesor de Prehistoria en la Universidad Nacional de Cuyo - en la Facultad de Filosofía y Letras -, Miembro correspondiente de la Academia de Ciencias de Buenos Aires y asiduo colaborador de los principales periódicos de Buenos Aires y Mendoza, tarea que cumplió, simultáneamente, con la publicación de numerosos artículos en el extranjero. Rusconi también fue miembro del Instituto de Estudios Superiores de Montevideo (Sección Investigaciones Paleontológicas), Vocal del Primer Congreso Nacional de Historia, Miembro de la Sociedad Argentina de Anatomía Normal y Patológica, Codirector y fundador de la "Revista Argentina de Paleontología y Antropología" y colaborador de la Gran Enciclopedia Jackson de Buenos Aires.
En enero de 1945 descubrió, por primera vez en Mendoza, trilobites y otros organismos fósiles del Cámbrico Medio; como también graptolites del Ordovícico, el la Quebrrada de San Isidro, pocos kilómetros al oeste de la ciudad de Mendoza. Posteriormente, en colaboración con Manuel Tellechea, continuó las investigaciones en la zona noreste de esa quebrada, descubriendo nuevos fósiles del Paleozoico. También investigó los yacimientos de calizas del Cerro Pelado, Salagasta, El Totoral, Cerro La Cal, etc., donde descubrió nuevos yacimientttos fósiles.
En 1947 se publicó, bajo su dirección, la "Revista del Museo de Historia Natural de Mendoza". El primer número apareció el 31 de diciembre de 1947, y el último el 2 de noviembre de 1967, lo que conformó un total de 26 volúmenes.
Publicó también "Poblaciones pre y post hispánicas de Mendoza", en cuatro grandes tomos, que contienen sus estudios geográficos, etnográficos, arqueológicos y de genealogías aborígenes de Mendoza; obra que fue premiada por la Legislatura de esa provincia y, además, por la Dirección Nacional de Cultura de Buenos Aires. Esta entidad le otorgó el primer premio regional (zona andina) al primer volumen (1961); y mención especial para los tres restantes. Otra de sus principales obras - "Animales extinguidos de Mendoza y de la Argentina" - fue editada en 1967. Esta obra - que condensa su labor paleontológica - consta de 489 páginas, 276 figuras y 45 láminas. Rusconi legó al patrimonio cultural los derechos de autor de su publicación.
Por otra parte, publicó más de cuatrocientos artículos, en más de setenta y cinco revistas científicas de Argentina, como Physis, Anales de la Sociedad Científica Argentina, Anales de la Sociedad de Estudios Geográficos, Publicación del Museo Florentino Ameghino, Revista de Medicina Veterinaria, Notas Preliminares del Museo de la Plata, La Ingeniería, Revista de la Universidad de Córdoba, El Monitor de la Educación Común, Archivo Nacional de Biología y Medicina, Revista de Odontología, Revista del Museo de Historia Natural de Mendoza; y del extranjero (Uruguay, Chile, Brasil, Perú, Colombia, Estados Unidos, Francia, Portugal y otros países), algunos de los cuales se consignan seguidamente.
Además, contribuyó con un aporte literario de más de 78 publicaciones de carácter general. Dejó inéditas las siguientes obras: "Folklore: material cuyano"; "Recuerdos de viajes y aspectos de mi vida"; "Un malón indio" y "Mis montañas", las que suman, en total, aproximadamente tres mil páginas. Obtuvo numerosos nombramientos y reconocimientos.
Realizó más de 760 excursiones, unas 400 desde la provincia de Mendoza. Como fruto de estos viajes se reunieron más de 50.000 piezas, entre las que destacan las arqueológicas, antropológicas y paleontológicas; entre ellas,547 tipos. Este material - coleccionado personalmente por el investigador - está debidamente documentado y fue destinado al repositorio del Museo de Ciencias Naturales y Antropológicas "Juan Cornelio Moyano", de la ciudad de Mendoza.
Además, se incorporaron otras piezas por el sistema de canje.
Murió en Mendoza, el 22 de noviembre de 1969. Como homenaje póstumo, y en reconocimiento a su fecunda y meritoria tarea, la Subsecretaría de Cultura de la Nación le otorgó el Premio a la Producción Científica y Literaria, de los años 1969-70, por su obra "Animales Extinguidos de Mendoza y de la Argentina".
El 7 de abril de 1974, se nomina "Carlos Rusconi" a la sala de Paleontología del Museo de Ciencias Naturales y Antropológicas "Juan Cornelio Moyano", de la Mendoza, en homenaje a su memoria, y a su extensa y proficua labor.
En el año 2012, Diario Los Andes hizo una valoración de las investigaciones arqueológicas de Rusconi en la zona denominada Barrancas (Maipú) (suplemento Patrimonio Natural y Cultural de Mendoza, N.º 19, junio de 2012).

## Algunas publicaciones
1937. "Contribución al conocimiento de la geología de la ciudad de Bs. Aires y sus alrededores y referencia de su fauna", "Actas de la Academia Nacional de Ciencias" en Córdoba, Vol. X, entregas 3a. y 4a., págs. 177/384, Bs. Aires, 20/12/37.
1938. ''Catálogo del Departamento de Antropología del Museo Juan Cornelio Moyano'', "Revista de la Junta de Estudios Históricos de Mendoza".
1938. "Las araucarias fósiles de Uspallata", "Rev. Geograf. Americana", vol. IX, n° 57, págs. 394/398, Bs. Aires, 1938.
1940. "Florentino Ameghino...", 165 pp.
1941. "Investigaciones Arqueológicas en el Valle de Uspallata", "Boletín Paleontólogico de Buenos Aires",12.
1946. "El Maray en la Minería Prehispánica de Mendoza". "Revista Relojera El Orfebre", Buenos Aires.
1946. "El Conducto de Serres en los Aborígenes extinguidos de Mendoza" Revista Odontológica 8, Buenos Aires.
1947. "Petroglifos y Pictografías de Mendoza y San Juan". Ciencia e Investigación, Revista patrocinada por la Asociación Argentina para el Progreso de las Ciencias, v.3: 1947.
1948. "El puelchense de Buenos Aires y su fauna (plioceno medio). Vols. 33 y 36 de Publicaciones, Universidad Nacional del Litoral Instituto de Fisiografía y Geología. 242 pp.
1956. Correlaciones cambro-ordovicicas entre Mendoza y Norteamérica. 12 pp.
1962. Poblaciones pre y posthispánicas de Mendoza: Antropología. Vol. 2. Editor Argentina, 1962
1963. Poblaciones pre y posthispanicas de Mendoza: Addenda. Edición reimpresa. 61 pp.
1967. Animales extinguidos de Mendoza y de la Argentina. 489 pp.